# (1567) Alikoski
Alikoski és l'asteroide número 1567. Va ser descobert per l'astrònom Yrjö Väisälä des de l'observatori de Turku (Finlàndia), el 22 d'abril de 1941. La seva designació provisional era 1941 HN.